# Ruilhe
Ruilhe es una freguesia portuguesa perteneciente al municipio de Braga. Posee un área de 1,72 km² y una población total de 1306 habitantes (2001). La densidad poblacional asciende a 759,3 hab/km².
- Datos: Q1564460
- Multimedia: Ruilhe / Q1564460